# Спарта (дочка Еврота)
Спарта (дав.-гр. Σπάρτη) — персонаж давньогрецької міфології, дочка царя Лаконії Еврота та його дружини Клети. Одружилася з Лакедемоном, який за деякими джерелами був її дядьком. Через те, що Еврот не мав сина, він заповів Лакедемону трон. Той започаткував нову царську династію Лакедемонідів. Він збудував місто і назвав його на честь своєї дружини Спартою. Вони мали двох дітей: Амікла та Еврідіку.